# Dimensionamento
In ingegneria, nell'ambito della progettazione, il processo di dimensionamento consiste nell'individuazione dei parametri di natura geometrica, fisica ecc.. che caratterizzano l'opera da realizzare e che ne garantiscono al tempo stesso la piena funzionalità/prestazioni secondo le specifiche tecniche del progetto nonché la sua affidabilità e sicurezza durante l'intero tempo di vita operativa o di esercizio dell'opera stessa.
In generale il dimensionamento è composto da tre fasi, tra loro complementari:
- Predimensionamento;
- Dimensionamento vero e proprio;
- Verifica.

## Predimensionamento
Un progettista, intento ad intraprendere i primi passi della sua attività intellettuale di progettazione, solitamente procede alla produzione di una bozza. L'obiettivo primario è trasformare l'idea di base da cui il progetto scaturisce in un progetto concreto, un modello di studio, oggetto di ulteriori analisi, non definito nei suoi particolari costruttivi e suscettibile di modifiche ed affinamenti successivi.
In sostanza dunque precede il dimensionamento fisico la cosiddetta progettazione logico-funzionale cioè la definizione dell'insieme delle funzionalità che il manufatto da realizzare dovrà garantire ovvero l'analisi dei requisiti o specifiche e la prima stesura del progetto: sotto questo aspetto cruciale è la conoscenza della teoria dei sistemi che fa ampio uso di modelli matematici per predire il comportamento statico e/o dinamico di una particolare struttura tramite risoluzione analitica del modello stesso oppure tramite ricorso alla simulazione al calcolatore in laboratori virtuali grazie a software opportuno. In ultima analisi dimensionare il sistema vorrà dunque dire assegnare al modello fisico i valori opportuni dei suoi parametri fisici affinché esso manifesti le proprietà desiderate ovvero segua le specifiche tecniche del progetto.
Prima del dimensionamento vero e proprio si effettua inoltre un predimensionamento degli elementi portanti e secondari, con l'ausilio dell'esperienza progettuale e di calcoli sommari. Un buon predimensionamento rende molto più agevoli le fasi successive del progetto o ne riduce i tempi. Un cattivo predimensionamento richiederà maggiori sforzi e una nutrita serie di variazioni per raggiungere l'optimum.

## Dimensionamento
Successivamente al predimensionamento il progettista provvede al dimensionamento delle restanti parti.

### Dimensionamento di opere edili
Nel caso della progettazione edile, in questa fase si ricorre all'analisi strutturale per ottenere le dimensioni pressoché definitive di ogni elemento, tenendo conto del fatto che ogni variazione comporta una modifica nei pesi propri e potrebbe richiedere una sorta di reiterazione dei calcoli.
Ad esempio nel caso di un edificio, alcuni dei parametri geometrici che bisogna considerare durante il dimensionamento sono:
- il numero e la posizione reciproca dei pilastri;
- le dimensioni (altezza e diametro) di ciascun pilastro;
- lo spessore del copriferro;
- il numero di aste di acciaio che deve contenere ciascun pilastro.

### Dimensionamento di apparecchiature chimiche
Nel caso della progettazione di apparecchiature chimiche, il dimensionamento deve tenere conto non solo delle sollecitazioni alle quali l'apparecchiatura è sottoposta a causa del proprio peso, ma anche ad altri fattori, tra cui:
- forze di volume o di superficie esercitate dai fluidi che sono contenuti o transitano attraverso l'apparecchiatura;
- velocità di corrosione del materiale di cui è costruita l'apparecchiatura (in genere acciaio);
- spinta del vento sulla superficie dell'apparecchiatura (da non trascurare nel caso di apparecchiature di una certa altezza, quali ad esempio colonne di distillazione).

Ad esempio nel caso di una colonna a piatti, alcuni dei parametri da ricavare durante il dimensionamento sono:
- l'altezza e il diametro della colonna;
- lo spessore del mantello;
- il numero e la spaziatura dei piatti;
- il numero di fori, valvole o campanelle presenti in ogni piatto;
- l'area del discendente (downcomer).

### Dimensionamento di infrastrutture di rete
Nell'ambito delle reti di telecomunicazioni sono soggetti a dimensionamento:
- i dispositivi di ricetrasmissione per quanto riguarda la loro potenza di emissione dei segnali informativi attraverso il bilancio di collegamento;
- i dispositivi di rete quali hub, bridge, switch, router, centralini telefonici per lo smaltimento del traffico offerto in ingresso.

Nell'ambito dell'ingegneria elettrica sono soggetti a dimensionamento i cavi elettrici in funzione della potenza elettrica e della corrente elettrica da trasportare.
Nell'ambito dell'ingegneria idraulica sono soggetti a dimensionamento le condutture di acqua e gas in funzione della pressione che essi devono supportare.

## Verifica
Al dimensionamento segue la fase di verifica degli elementi dimensionati, con calcoli onerosi ma più raffinati e quindi più affidabili, per ricontrollare che l'analisi sia accettabile, sia per il corretto comportamento dell'opera progettata, sia per la durabilità, sia per il rispetto dei coefficienti di sicurezza e di ogni prescrizione normativa.
La verifica, spesso, deve sottostare a rigide normative; qualora non ci sia un vincolo ben preciso si seguono le regole dettate dal puro buon senso del progettista che si pone con spirito critico nei confronti del progetto, decretando una bocciatura o un'approvazione.

### Esempio
Un pratico esempio di verifica:
data una sollecitazione applicata ad un elemento (ad esempio una barra d'acciaio), se la sollecitazione aumentata di un coefficiente di sicurezza (o fattore di sicurezza) rompe la barra, la verifica non è soddisfatta. In tal caso, il progettista dovrà rinforzare la sua opera, ad esempio modificare il materiale, oppure aumentare il diametro della barra.
Non è necessario portare un provino a distruzione, per effettuare una prova. È sufficiente effettuare il calcolo di una disequazione (o diseguaglianza):
{\displaystyle {R}>{S}{c}}
- {\displaystyle {R}} è la resistenza meccanica
- {\displaystyle {S}} è la sollecitazione meccanica
- {\displaystyle {c}} è il coefficiente di sicurezza.

## Sovradimensionamento
Spesso per garantire una maggiore efficienza e robustezza/tolleranza ai guasti/malfunzionamenti ovvero affidabilità e sicurezza del sistema realizzato si ricorre a tecniche di sovradimensionamento ovvero nella specifica di requisiti di sistema (spesso in termini di risorse) che vanno oltre le reali necessità medie del sistema, detti comunemente margini: ad esempio un solaio di un piano può essere dimensionato per sorreggere 100 persone quando si può star quasi certi che non si raggiungerà quasi mai un numero simile di persone. Il concetto di sovradimensionamento è affine a quello di ridondanza. Nelle infrastrutture di rete infatti tale concetto indica una capacità di offrire una disponibilità di servizio all'utente maggiore e che vada a coprire alcuni eventi di eccezionalità che statisticamente possono occorrere nel corso di vita operativa del sistema realizzato.